# Pomník broučků
Pomník broučků se nachází na kopci Kamenice nad osadami Roženecké Paseky a Koníkov, kde jej v roce 2007 postavil První evropský neregistrovaný nevládní nezávislý dobrovolný vzájemně prospěšný občanský kruh přátel restaurací a tvorby nových památek se sídlem v Brně. Právě v těchto místech se pravděpodobně odehrává děj knihy Broučci spisovatele a jimramovského rodáka Jana Karafiáta. Pomník představuje deska se jmény a daty narození a úmrtí jednotlivých členů, umístěná do kamenného památníku. Okolí je pak osázeno chudobkami. Místo bylo spolkem nalezeno na základě indicií v knize a také záznamů v meteorologické stanici v Praze v Klementinu.

## Dostupnost
Vrchol je dostupný po odbočce ze žlutě značené turistické stezky od Koníkova k Zuberskému rybníku u obce Zubří.